# Nicolás Mejía
Nicolás Mejía (ur. 11 lutego 2000 w Bogocie) – kolumbijski tenisista, finalista juniorskiego Wimbledonu 2018 w grze podwójnej, reprezentant kraju w rozgrywkach Pucharu Davisa.

## Kariera tenisowa
W karierze wygrał trzy singlowe oraz cztery deblowe turnieje rangi ITF.
W 2018 roku, startując w parze z Ondřejem Štylerem dotarł do finału juniorskiego Wimbledonu w grze podwójnej. W decydującym meczu kolumbijsko-czeska para przegrała z deblem Otto Virtanen-Yankı Erel.
W tym samym sezonie zdobył srebrny medal igrzysk olimpijskich młodzieży w grze mieszanej. Startując razem z Maríą Camilą Osorio Serrano przegrał w finale z Yuki Naito oraz Naokim Tajimą 2:6, 3:6.
Najwyżej sklasyfikowany w rankingu gry pojedynczej był na 274. miejscu (25 października 2021), a w klasyfikacji gry podwójnej na 345. pozycji (7 października 2019).

### Finały juniorskich turniejów wielkoszlemowych w grze podwójnej (0–1)
| Końcowy wynik | Nr | Data          | Turniej           | Nawierzchnia | Partner       | Przeciwnicy              | Wynik finału |
| ------------- | -- | ------------- | ----------------- | ------------ | ------------- | ------------------------ | ------------ |
| Finalista     | 1. | 15 lipca 2018 | Wimbledon, Londyn | Trawiasta    | Ondřej Štyler | Otto Virtanen Yankı Erel | 6:7(5), 4:6  |